# Live ausm Pott
Live ausm Pott ist das erste Livealbum von Thomas Godoj. Es wurde während der Tour zu seinem dritten Studioalbum So gewollt Anfang Dezember 2011 in Recklinghausen aufgenommen. Das Album erschien am 20. April 2012 in unterschiedlichen Versionen.

## Entstehung
Während mehrerer weitestgehend ausverkaufter Touren durch Konzerthallen und Musikclubs wurden schon einige der Konzerte aufgezeichnet, die im Anschluss vom Publikum als USB-Sticks oder später als download erworben werden konnten. Die Songs sind in der Liveversion immer rockiger als die Albumversion und werden meist durch besondere Intros eingeleitet. Der Wunsch war daher beim Publikum aber auch bei Thomas Godoj groß, nach den drei Studio-Alben Plan A!, Richtung G und So gewollt, endlich auch ein Livealbum aufzunehmen. An zwei Konzerttagen wurde neben den Tonaufnahmen das Geschehen auf und vor der Bühne mit fünf Kameras gefilmt. Thomas Godoj sichtete und bearbeitete anschließend zusammen mit Wolf-Armin Lange der Firma Madbox Film und Fernsehproduktion GmbH, Oberreifenberg/Taunus das gesamte Material. Wichtig war ihm, dass der Film neben dem Geschehen auf der Bühne auch die gesamte Atmosphäre wiedergibt. Auf der DVD bietet eine History-Tour unter der Regie des Fotografen und Filmemachers Peter Kallwitz auch noch einen Blick hinter die Kulissen und zeigt Stationen von Godojs Werdegang.
Diese Live-Aufnahmen gibt es in vier Varianten. Neben der Live-CD und der Live-DVD gibt es auch eine Deluxe-Box, in der neben der Live-DVD auch eine verkürzte Live-CD und das Studio-Album So gewollt enthalten ist. Exklusiv über den Fanshop gab es eine limitierte Auflage einer Superdeluxe Box, in der noch ein Schmuckstück enthalten war. Ein Goldschmied hatte Godojs Mikroständer zersägt und daraus 100 Halsketten hergestellt.

## Cover
Das Cover zeigt Thomas Godojs Silhouette zu Beginn des Konzertes von der Rückseite der Bühne fotografiert. Er trägt den übergroßen Pappmachéhelm des So gewollt-Albums auf dem Kopf. Links im Bild befindet sich das Godoj-Logo in rot, zu einer Seite hin verlaufend. Den Hintergrund des Covers bildet die Leinwand, auf die zu Beginn des Konzertes in Bühnengröße ein alter Fernseher projiziert war, dessen Bild nur das Fernsehrauschen nach Programmende zeigte. Verantwortlich hierfür wie auch für die Gestaltung und Illustration des gesamten Booklets zeichnet Nils Eichmann. Im Booklet selbst befinden sich viele Fotos (Fotograf Alex Musial) der einzelnen Musiker, die im Backstagebereich während der Filmaufnahmen entstanden sind, Aufnahmen des Bühnengeschehens während des Konzertes und zusammen mit Fans.
Die Superdeluxe Box sollte ihrem Namen gerecht werdend, auch etwas Besonderes sein und hat daher eine komplett eigene Gestaltung bekommen. Für das Cover wurde ein Foto von Alex Musial, der auch die Fotos für die anderen Versionen zu Live ausm Pott gemacht hat, verwendet. Dieses Foto wurde jedoch von Nils Eichmann digital zu einer Art "Stempel" weiterverarbeitet, sodass es für den Betrachter wie eine Zeichnung wirkt. Der Bildhintergrund entspricht dem Backdrop des Bühnenbildes der So gewollt-Tour, der ebenfalls von Nils Eichmann überarbeitet wurde. Jede Superdeluxe Box wurde von Thomas Godoj zudem handsigniert.

## Titel

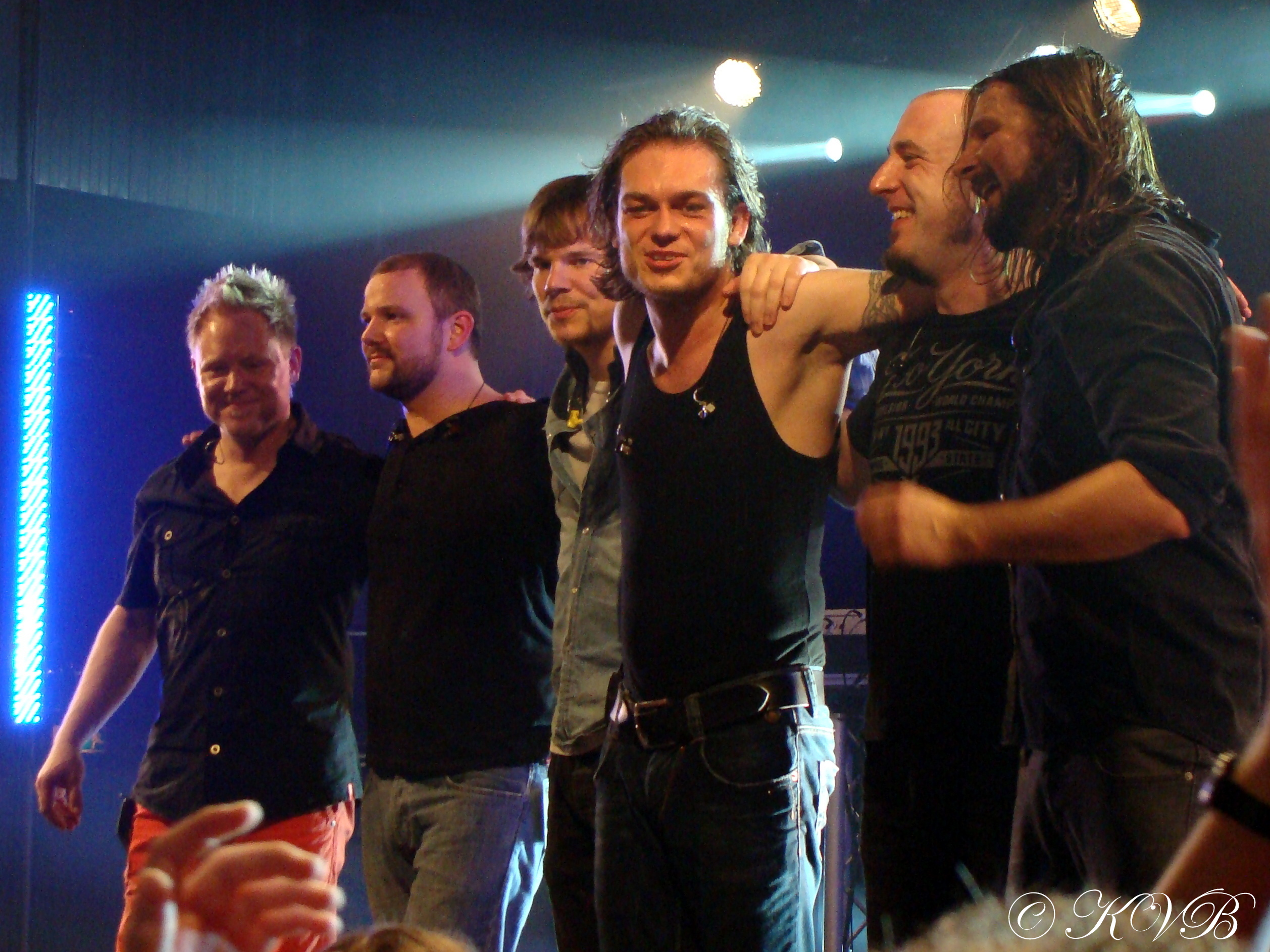
Von links: Wolfdieter Hieke, Sebastian Netz, Christian Bömkes, Thomas Godoj, Torsten Bugiel und Jörg Weisselberg

Die Reihenfolge der Titel orientiert sich an der Setliste, wie sie auf den meisten Konzerten der So gewollt  Tour gespielt wurde.
Nach einem Intro und dem Konzertopener So gewollt folgen alle Songs vom Album So gewollt aus 2011. Ergänzt werden diese durch seine in der Vergangenheit veröffentlichten Albumauskopplungen Helden gesucht, Nicht allein und Uhr ohne Stunden, sowie Autopilot, zu dem im November 2008 ein Video gedreht wurde und einige Wochen auf VIVA Deutschland lief. Liebe zur Sonne wurde am 18. Oktober 2008 im Rahmen des Gwiazd-Konzertes in Essen erstmals live gespielt und wurde im November 2009 als Bonustrack zur Single Nicht allein bei musicload veröffentlicht. Dieser Song, der noch aus seiner musikalischen Vergangenheit bei der Band Wink stammt, war bei allen seiner Konzerte ein Highlight.
| CD 1 1. Intro 2. So gewollt – 6:32 3. Ein Tag im Leben eines anderen – 3:06 4. Nicht allein – 4:55 5. Schnee von gestern – 4:18 6. Einen Regen lang – 4:30 7. Dächer einer ganzen Stadt – 3:35 8. Liebe zur Sonne – 6:23 9. Niemandsland – 4:00 10. Uhr ohne Stunden – 3:55 | CD 2 1. Meine Welt ist es nicht – 5:59 2. Wir zählen die Tage – 6:19 3. Vermisst Du nicht irgendwas – 4:14 4. Von allem etwas – 5:31 5. Legendensommer – 4:55 6. Abschließen können – 5:21 7. Herzblut – 4:44 8. Autopilot – 5:33 9. So weit so gut – 5:29 10. Helden gesucht – 6:22 |